# Zentralbibliothek Solothurn
Die Zentralbibliothek Solothurn ist eine öffentliche Bibliothek in Solothurn (Schweiz). Sie erfüllt die Aufgaben einer Stadt-, Regional- und Kantonsbibliothek. Ihre Bedeutung reicht besonders wegen ihres umfangreichen Altbestandes, zu dem zahlreiche Handschriften, Inkunabeln und alte Drucke gehören, weit über die Region hinaus.

## Geschichte und Vorgänger
Die Zentralbibliothek Solothurn (ZBS) entstand 1930 aus der Fusion der damaligen Stadtbibliothek Solothurn mit der Kantonsbibliothek Solothurn.

### Stadtbibliothek
Die Stadtbibliothek Solothurn wurde 1763 unter dem Einfluss der Aufklärung von Franz Jakob Hermann als Obrigkeitliche Bibliothek gegründet und anfänglich hauptsächlich aus Schenkungen solothurnischer Patrizierfamilien aufgebaut. Dem Zeitgeist entsprechend, war diese Bibliothek jedoch noch stark museal ausgerichtet, nur einige Stunden wöchentlich geöffnet, und eine Ausleihe fand nur für die Spenderfamilien statt. Bis 1798 war sie in einem Büchersaal im Rathaus untergebracht, der aufgegeben werden musste, als die Behörden der Helvetischen Republik den Raum benötigten. Die Bücher wurden eingelagert und erst 1807 wieder der Benutzung zugeführt, im Parterre des 1798 aufgehobenen Franziskanerklosters.
Der reaktionäre Geist der Zensurkommission erschwerte jedoch während der Restauration des Patriziats den Bestandesaufbau und die Benutzung weiterhin und in zunehmendem Masse. Freier, allgemeiner Zugang zur Lektüre galt als gefährlich. Unter anderem wurde den Schülern der höheren Lehranstalt mit Ausnahme der obersten Klassen verboten, die Bibliothek zu besuchen. Später wurde eine Zensur aller Neuerwerbungen gefordert und 1817 schliesslich einem ständigen «geistlichen Inspektor» unterstellt, dessen Anweisungen der Bibliothekar in seiner Anschaffungspolitik zu folgen hatte. Leo Altermatt schreibt in seinem Aufsatz Bibliothekswesen im Heimatbuch Der Kanton Solothurn (1949) von einem «Sturm der Entrüstung», den diese Entwicklung heraufbeschworen habe; der damalige Bibliothekar Robert Glutz «reichte […] die Demission ein und verschrieb sich ganz der Geschichtsforschung».
1838, nach dem liberalen Umsturz, änderte sich die Situation der Bibliothek grundlegend: Nicht nur zog sie in grössere, geeignetere Räumlichkeiten im neuen Gemeindehaus der Stadt Solothurn um, in denen sie bis zur Fusion mit der Kantonsbibliothek verbleiben sollte, sondern vor allem wurde sie durch die Bibliotheksordnung der neuen, liberalen Stadtverwaltung von der Bürger- zu einer öffentlichen und frei benutzbaren Stadtbibliothek. «Auf diesen Grundlagen entwickelte sich die städtische Bibliothek weiter, ohne je den Charakter einer Bildungsbibliothek zu verlieren, bis sie 1930 aus praktisch-organisatorischen und finanziellen Erwägungen in der grösseren Einheit der Zentralbibliothek aufging.»

### Kantonsbibliothek
Die Kantonsbibliothek entstand im letzten Viertel des 19. Jahrhunderts, um die Büchersammlungen der nach dem solothurnischen Kulturkampf 1874 aufgehobenen Klöster und Stifte aufzunehmen. Obwohl der Kantonsrat die Einrichtung einer Kantonsbibliothek schon 1875 beschlossen hatte, konnte sie erst 1883 eröffnet werden. Die Bestände wurden im Thronsaal des ehemaligen Ambassadorenhofs aufgestellt, der zu dieser Zeit als Kantonsschulgebäude diente.
Zu den früher selbständigen Bibliotheken, die als Grundstock der Sammlung dienten, gehören:
- Kapitelbibliothek des St. Ursenstiftes
- Jesuiten- oder Professorenbibliothek
- Franziskanerbibliothek
- Bibliothek des Klosters Mariastein (von der Zentralbibliothek ab 1998 an das 1971 wiederhergestellte Kloster zurückgegeben)

In den folgenden Jahrzehnten wurde die Bibliothek durch Schenkungen und Käufe um weitere wertvolle Bestände bereichert, darunter die grossen Bibliotheken des Franziskaners Franz Louis Studer und des Bischofs Friedrich Fiala.

### Zentralbibliothek
Nach der 1930 erfolgten Fusion von Stadt- und Kantonsbibliothek waren zunächst 1941 und 1942 zwei Bauwettbewerbe für ein Gebäude auf dem Schänzli-Areal an der Rötibrücke ausgetragen worden. Der Siegerentwurf von Hans Zaugg wurde aber heftig angefeindet. Eine neue Situation entstand, als 1944 Emil R. Zetter der Stadt eine Liegenschaft an der Bielstrasse abtrat, mit der testamentarischen Verfügung, dort eine Bibliothek einzurichten. 1945 wurden daraufhin die Gebrüder Pfister mit einem Erweiterungsbau beauftragt, der 1956 begonnen und 1958 fertiggestellt wurde. 1958 bezog die ZBS ihre heutigen Räumlichkeiten im Westen der Stadt. Der Gebäudekomplex besteht aus einem Ende des 17. Jahrhunderts erbauten Patrizierhaus und einem für die Bibliothek errichteten Neubau.
Im Neubau befinden sich Freihandabteilung, Lesesaal, die Kinder- und Jugendbibliothek und Verwaltungsräume. Das patrizische Sommerhaus (Gibelin-Zetter-Haus) beherbergte von 1973 bis 2020 die Musikbibliothek und weitere Büros; nach der Aufhebung der breiten aktiven Sammeltätigkeit der Musikbibliothek ist ein Teilbestand an Musikalien im Régence-Salon des 1. Stockwerks freihand aufgestellt. Ein Seitenflügel des Sommerhauses, der Querbau, beherbergte von 1958 bis 2012 ein Buchmuseum. Seither wird er als Schulungs- und Veranstaltungssaal genutzt, gelegentlich auch weiterhin als Ausstellungsraum: 2014 für eine den Fotografen Roland Schneider und Franz Gloor gewidmete Ausstellung oder 2019 für eine Retrospektive des Handbuchbinders und Objektkünstlers Edwin Heim.
Die Freihandabteilung erfüllt zusammen mit der Kinder- und Jugendbibliothek die Aufgaben einer öffentlichen Bibliothek für Stadt und Region Solothurn.
Im Lesesaal werden Veranstaltungen wie Buchvernissagen, allgemeinbildende Referate und Lesungen angeboten. Von 1992 bis 2008 genoss die Töpfergesellschaft Solothurn darin Gastrecht für ihre Vorträge.
2014 hat sich die Zentralbibliothek zusammen mit anderen Partnerbibliotheken der Kooperativen Speicherbibliothek Schweiz angeschlossen.
Im Januar 2019 wurden die Katalogdaten der ZBS in den IDS Basel-Bern migriert, seit Dezember 2020 ist sie als erste und für einige Jahre einzige nichtuniversitäre Bibliothek mit kantonalem Sammelauftrag Mitglied der SLSP.

#### Direktion
Direktoren und Direktorinnen seit Gründung der ZBS waren:
- 1930–1935 Josef Walker
- 1936–1962 Leo Altermatt
- 1962–1983 Hans Sigrist
- 1984–1998 Rolf Max Kully
- 1998–2002 Christine Holliger
- 2002–2016 Verena Bider und Peter Probst als Co-Direktion
- 2016–2019 Verena Bider
- 2019–2024 Yvonne Leimgruber
- seit 2025 (2024 ad interim) Amir Bernstein[7]

## Bestand
Der Gesamtbestand der ZBS umfasst rund 800'000 Medieneinheiten. Ihr Hauptauftrag ist die Bewahrung des solothurnischen Kulturerbes, der Solodorensia – dazu gehören Publikationen mit inhaltlichem Bezug auf Stadt oder Kanton Solothurn, Werke solothurnischer Autoren, Illustratoren, Künstler und Musiker, Biographien solothurnischer Persönlichkeiten sowie Publikationen aus solothurnischen Verlagen. Gedruckte oder elektronisch publizierte Solodorensia der Themen Regionalgeschichte, Heimat- und Landeskunde werden in der Bibliographie der Solothurner Geschichtsliteratur erfasst.
Die Kinder- und Jugendbibliothek stellt in ihrem Freihandbestand von etwa 30'000 Medieneinheiten aktuelle Kinder- und Jugendliteratur bereit. Ältere Werke finden sich im Magazin.
Als Kantons- und Stadt-, aber auch als Forschungsbibliothek folgt die Zentralbibliothek Solothurn einer Sammlungspolitik, nach der wichtige, aber nicht mehr aktuelle Werke der Sammelgebiete Geschichte, Germanistik, Musikwissenschaft aus den Freihandabteilungen magaziniert werden.
In der von Leo Altermatt begründeten Hauptreihe Veröffentlichungen der Zentralbibliothek Solothurn, der von Christine Holliger eingeführten Reihe Musik aus der Sammlung der Zentralbibliothek Solothurn und der von Verena Bider 2011 begründeten Kleinen Reihe erscheinen in loser Folge Arbeiten, die sich mit den Sammlungen und dem solothurnischen Kulturerbe im weiteren Sinne befassen.

### Historische Bestände
Die zu einem grossen Teil von den Vorgängerbibliotheken übernommenen historischen Bestände umfassen eine umfangreiche Handschriftensammlung mit einer Sammlung von lateinischen, deutschen und hebräischen Fragmenten aus Handschriften verschiedener Herkunft, einen historischen Bestand an Drucken von ca. 80'000 Einheiten, darunter knapp 1000 Inkunabeln und 4000 Drucke des 16. Jahrhunderts, sowie eine Kartensammlung.

### Nachlasssammlung
Die ZBS sammelt, erschliesst und bewahrt Privatarchive kulturell oder wissenschaftlich tätiger Personen mit Bezug zum Kanton Solothurn und kantonaler oder überregionaler Bedeutung, subsidiär zu gesamtschweizerischen Institutionen wie dem Schweizerischen Literaturarchiv oder der Paul-Sacher-Stiftung Basel. In der Sammlung finden sich Nachlässe oder Teilnachlässe von solothurnischen Komponistinnen und Komponisten wie Theodor Diener, Peter Escher, Ernst Kunz oder Elisabeth Spöndlin, solothurnischen Schriftstellerinnen und Schriftstellern wie Olga Brand oder Alfred Hartmann sowie die wissenschaftlichen Nachlässe des Historikers und ersten Solothurner Zentralbibliothekars Leo Altermatt, des Solothurner Augenarztes Arthur Gloor oder des Basler Philosophen Hans Kunz. Hier finden sich auch von Dritten angelegte Sammlungen, die in einem weiteren Zusammenhang mit dem Kanton Solothurn stehen: die Charles-Sealsfield-Sammlung mit der von Albert Kresse (1886–1961) angelegten «Sammlung Kresse» oder die Hesse-Sammlung Rosa Muggli-Isler, Kilchberg.

### Musiksammlung
Die historische Musiksammlung beherbergt die Musikalien aus Vorgängersammlungen, darunter eine grosse Zahl von Notenhandschriften und seltenen alten Musikdrucken.
Die 1973 eröffnete Musikbibliothek hat bis 2020 einen der grössten öffentlich zugänglichen Tonträgerbestände der Schweiz aufgebaut. Er umfasst rund 43'000 Tonträger, hauptsächlich CDs, Schallplatten und Tonbandkassetten, und zahlreiche Abonnements von Musikzeitschriften. 2018 wurde ein Streamingdienst eingerichtet. Im Mai 2020 wurde der Bestandesausbau an nichtsolothurnischen Medien aus finanziellen Gründen eingestellt. Die Katalogdaten der Musiknoten und Tonträger sind seit Frühjahr 2021 nicht nur im Bibliothekskatalog, sondern auch auf der Plattform Swisscollections zu finden.

### Bildersammlung
Zentralbibliothekar Leo Altermatt legte in den 50er Jahren eine umfangreiche Bildersammlung an: die Solothurnische Ikonographie mit Grafiken der Ortschaften des Kantons und einer Sammlung von Fotoporträts wichtiger Solothurnerinnen und Solothurner. Später kamen nichtsolothurnische Grafiken dazu, eine Ex-Libris-Sammlung, ausserdem Foto- und Diasammlungen zur Geschichte des Kantons und der Stadt Solothurn sowie Nachlässe von Solothurner Fotografen. 1991 wurde eine Postkartensammlung erworben. Sie wurde 2007 digitalisiert und über die Website der Zentralbibliothek zugänglich gemacht.

### Stadtarchiv Solothurn
Seit 1969 war ein Teil der alten Bestände des Stadtarchivs Solothurn der Einwohnergemeinde Solothurn in der Zentralbibliothek deponiert. Diese Altbestände wurden im Auftrag der Einwohnergemeinde der Stadt Solothurn seit Herbst 2011 von einer Archiverschliessungsfirma geordnet und verzeichnet. Sie sind seit 2012 in den Räumlichkeiten des Stadtarchivs Solothurn untergebracht. Ein Verzeichnis ist über die Website der Zentralbibliothek verfügbar; die Zentralbibliothek ist mit der Aufgabe der Vermittlung betraut.